# لي ميلور
لي ميلور هو مغني كندي، ولد في 4 أغسطس 1982 في تشستر في المملكة المتحدة.